# Onthophagus sakaeratensis
Onthophagus sakaeratensis là một loài bọ cánh cứng trong họ Bọ hung (Scarabaeidae).